# APCO P25
APCO P25 (Kurzform von Project 25 von APCO International) ist eine Übertragungsnorm, die im Regierungsauftrag für die Sicherheitsbehörden in Nordamerika entwickelt wurde und ähnliche Anforderungen wie das ETSI-TETRA in Europa erfüllt.

## Geschichte
Aufgrund der Beschränkungen des Analogfunks zeigte sich ein Trend zur Einführung von Digitalfunk in Nordamerika. Die Association of Public Safety Communications Officials APCO (Verband der Verbindungsbeamten für Sicherheitsaufgaben) schuf dazu das „Projekt 16“, das seit den späten 1970er-Jahren die Einführung des Digitalfunks mit Standardisierungsvorschlägen begleitet.
Mit dem zunehmenden Einsatz von Digitalfunk bei den BOS-Diensten zeigten sich erhebliche Beschränkungen der Interoperabilität. Während Katastrophenfällen der nachfolgenden Jahre zeigte es zahlreiche Probleme, sodass 1988 der US-Kongress eine öffentliche Anfrage zur weiteren Entwicklung startete. Auf Basis der Ergebnisse wurde dann 1989 das „Projekt 25“ eingeleitet.
Neben der APCO wurde die Entwicklung nun von weiteren Partnern getragen: die National Association of State Telecommunications Directors (NASTD), die National Telecommunications and Information Administration (NTIA), das National Communications System (NCS), die National Security Agency (NSA) und das United States Department of Defense (DoD). Im Steuerungsausschuss wurde die Entwicklung begleitet von FPIC, DHS Coast Guard and the Department of Commerce's the National Institute of Standards and Technology (NIST), Office of Law Enforcement Standards.
Die Einführung von APCO P25 verläuft in den USA aufgrund der Kosten langsam, jedoch wird nach der Gründung des Ministeriums für Innere Sicherheit auf eine zügige Umstellung gedrungen. Bei neuen Infrastrukturprojekten im Behördenfunk ist die Einführung von APCO P25 verpflichtend. Neben Nordamerika wird P25 auch in Australien, Indien, Russland und Singapur verwendet. Einige regionale Organisationen in Süd- und Mittelamerika setzen ebenfalls P25 ein, insgesamt wird P25 in 54 Staaten bei 660 Dienstnetzen eingesetzt (Stand Mitte 2004).
Zum gleichen Zeitpunkt 2005 war ETSI TETRA allerdings bereits in 60 Staaten in Einsatz, und außerhalb von Nordamerika ist P25 kaum zu finden. Wesentlicher Grund ist, dass die P25-Endgeräte um ein Vielfaches teurer sind als TETRA-Endgeräte (6.000 US-Dollar gegenüber 900 US-Dollar), und damit auch außerhalb der BOS-Dienste im Betriebsfunk kaum Einsatz gefunden haben. P25 wird in Nordamerika allerdings bevorzugt, da es die gleiche Reichweite und Frequenzbandbreite hat wie die schon existierenden analogen Systeme. Da es zudem rückwärtskompatibel zum Analogfunk ist, können schrittweise einzelne BOS-Kanäle vom Analog- auf den Digitalbetrieb umgestellt werden. Außerdem kann P25 mit einer Station einen größeren Bereich abdecken, was in dünnbesiedelten Regionen vorteilhaft ist. Es ist daher mehr mit dem frankophonen Tetrapol verwandt, das einen ähnlichen technischen Ansatz verfolgt, als mit Tetra.

## APCO P25 im Amateurfunk
Auch im Amateurfunk wird APCO P25 benutzt. So werden handelsübliche APCO-P25-Geräte von Funkamateuren modifiziert und umprogrammiert. In Deutschland existiert zwischen Niedersachsen, Nordrhein-Westfalen und Hessen ein aus neun Repeatern bestehendes APCO-P25-Netzwerk im 70-cm-Band, welches über Monitorverlinkung realisiert ist, d. h. über Richtfunkstrecken auf den Aus- bzw. Eingabefrequenzen der Repeater.

## Funkverfahren
Die P25-Sprechgeräte erlauben den Einsatz in verschiedensten Funkkanälen, einschließlich des herkömmlichen Analogfunks. Die digitale Sprachübertragung erlaubt eine Reihe von Sprachenkodierungen (Vocoder = voice encoder/decoder) und Datenverschlüsselungen (beispielsweise DES, AES, RC4). Durch die Variabilität ist die Interoperabilität nicht zwingend gegeben – sie wird durch einen Abgleich der Anschaffungskriterien der einzelnen BOS-Dienste erreicht.
Im P25 werden die verschiedenen regionalen Dienste durch einen digitalen Netzwerkcode NAC (Network Access Code) adressiert (also nicht mehr durch Wahl des Funkkanals). Der 12 bit lange Schlüssel erlaubt, entsprechend bis zu 4096 verschiedene Dienste einzurichten, die NACs werden gewöhnlich als drei hexadezimale Ziffern geschrieben. Standardwert ist NAC 293 bei Empfangsgeräten, NAC F7F wird von Geräten im offenen Repeater-Modus genutzt.

### Phase 1
In der aktuellen „Phase 1“ in den USA wird P25 mit 12,5 kHz breiten Kanälen eingesetzt. Phase-1-Digitalgeräte verwenden Continuous 4 level FM (C4FM) mit einer Symbolrate von 4800 Baud und 2 bit pro Symbol, und somit 9600 Bruttobits. Die Empfangsgeräte sind auch mit CQPSK-kompatibel, das nur 6,25 kHz Bandbreite benötigt.

### Phase 2
Für die „Phase 2“ wird derzeit ein TDMA-Verfahren mit zwei Slots getestet. Dabei soll als Vocoder Advanced Multi-Band Excitation (AMBE) eingesetzt werden, der mit den 4800 Baud auskommt. In der Phase 2 werden auch die Repeater-Stationen verbessert, die dann von der Zentrale aus entsprechend dem Einsatzszenario umkonfiguriert werden können.

## Normenteile
- Common Air Interface (CAI) beschreibt die Funkschnittstelle für Endgeräte.
- Subscriber Data Peripheral Interface zum Anschluss von Laptops und Durchreichung an Datennetzwerke.
- Fixed Station Interface beschreibt die Basisstation im P25-Netz
- Console Subsystem Interface beschreibt die Steuerungsprotokolle im P25.
- Network Management beschreibt die Stationskontrolle im P25
- Data Network Interface beschreibt den Anschluss von Datendiensten.
- Telephone Interconnect Interface beschreibt die Verbindung in analoge und ISDN-Netzwerke.
- Inter RF Subsystem Interface beschreibt den Anschluss öffentlicher Datennetzwerke.